# WISE J2209+2711
WISE J2209+2711是一顆位於飛馬座光譜類型為Y0的棕矮星，距離地球21.1光年。